# Val Ferret (Włochy)
Val Ferret – dolina we Włoszech w regionie Dolina Aosty. Stanowi umowną granicę między Alpami Pennińskimi a Masywem Mont Blanc.
Jej wylot znajduje się około 2 kilometrów na północ od Courmayeur, w pobliżu Tunelu du Mont Blanc. Ciągnie się na północny wschód i dochodzi do przełęczy Col du Grand Ferret na granicy Włoch i Szwajcarii, za którą znajduje się szwajcarska dolina Val Ferret. Od wschodu i południowego wschodu dolinę ograniczają masywy Grand Golliat i Grande Rochère w Alpach Pennińskich, od północy grupa Argentière w Masywie Mont Blanc, natomiast od zachodu i południowego zachodu, od doliny Vallée de Chamonix we Francji, oddziela ją grupa Triolet-Vertè i grupa Jorasses w Masywie Mont Blanc.
Przedłużeniem doliny Val Ferret jest dolina Val Veny, która ciągnie się na południowy zachód od wylotu Tunelu du Mont Blanc.
Doliną płynie potok Dora di Ferret, który wypływa z lodowca Ghiaccialo di Pré de Bar leżącego na zboczach szczytu Mont Dolent w Masywie Mont Blanc. W pobliżu wylotu Tunelu du Mont Blanc łączy się on z potokiem Dora di Veny płynącym przez dolinę Val Veny i tworzy rzekę Dora Baltea.
Największą miejscowością w dolinie jest Planpincieux.

Widok z doliny na grupę Jorasses w masywie Mont Blanc